# Італо Акконція
Італо Акконція (італ. Italo Acconcia, 20 квітня 1925, Кастельвеккіо-Субекуо — 12 лютого 1983, Флоренція) — італійський футболіст, що грав на позиції захисника, півзахисника. По завершенні ігрової кар'єри — тренер.
Виступав, зокрема, за клуби «Фіорентина» та «Дженоа», а також другу збірну Італії.

## Клубна кар'єра
Народився 20 квітня 1925 року в місті Кастельвеккіо-Субекуо. Вихованець футбольної школи клубу «Л'Аквіла». Дорослу футбольну кар'єру розпочав 1942 року в основній команді того ж клубу, в якій провів два сезони, які були розділені війною, взявши участь у 49 матчах Серії С.
Протягом сезону 1946/47 років захищав кольори клубу «Катандзаро» у Серії Б. Своєю грою за останню команду привернув увагу представників тренерського штабу вищолігового клубу «Фіорентина», до складу якого приєднався 1947 року. Відіграв за «фіалок» наступні три сезони своєї ігрової кар'єри. У перших двох сезонах, проведених у складі «Фіорентини», був основним гравцем команди, але в третьому втратив місце в основі і сезон 1950/51 провів в «Удінезе», після чого перейшов у «Рому», з якою 1952 року виграв Серію В.
1952 року уклав контракт з клубом «Дженоа», у складі якого провів наступні два роки своєї кар'єри гравця. З цією командою теж у першому сезоні виграв Серію В і вийшов до елітного дивізіону, але у Серії А виходив на поле вкрай рідко і незабаром повернувся до Серії В, де виступав за «Модену» та «Салернітану»
Протягом сезону 1956/57 років захищав кольори клубу «Пістоєзе» у Серії D, а завершував с ігрову кар'єру у іншій команді цієї ліги «Санджованезе», за яку виступав протягом 1957—1961 років. Загалом за кар'єру провів 106 матчів і забив 5 голів у Серії А, а також 128 матчів у Серії B.

## Виступи за збірну
25 травня 1949 року Акконція провів матч у складі другої збірної Італії.

## Кар'єра тренера
Розпочав тренерську кар'єру, ще продовжуючи грати на полі, 1960 року, очоливши тренерський штаб клубу «Санджованезе», після чого протягом 1961—1962 років очолював команду «Пістоєзе».
1977 року очолив новостворену збірну Італії U-20, яка поїхала не перший розіграш молодіжного чемпіонату світу 1977 року в Тунісі. Згодом керував командою і на молодіжного чемпіонату світу 1981 року у ФРН, після чого покинув збірну. На обох турнірах ітиалійці не змогли вийти з групи.
Помер 12 лютого 1983 року на 58-му році життя у місті Флоренція.

## Статистика виступів

### Статистика клубних виступів
| Сезон                    | Команда                  | Чемпіонат                | Чемпіонат | Чемпіонат | Національний кубок | Національний кубок | Національний кубок | Континентальні кубки | Континентальні кубки | Континентальні кубки | Інші змагання | Інші змагання | Інші змагання | Усього | Усього |
| Сезон                    | Команда                  | Camp                     | Ігор      | Голів     | Camp               | Ігор               | Голів              | Camp                 | Ігор                 | Голів                | Camp          | Ігор          | Голів         | Ігор   | Голів  |
| ------------------------ | ------------------------ | ------------------------ | --------- | --------- | ------------------ | ------------------ | ------------------ | -------------------- | -------------------- | -------------------- | ------------- | ------------- | ------------- | ------ | ------ |
| 1942–43                  | «Л'Аквіла»               | C                        | 23        | 0         | -                  | -                  | -                  | -                    | -                    | -                    | -             | -             | -             | 23     | 0      |
| 1945–46                  | «Л'Аквіла»               | C                        | 26        | 0         | -                  | -                  | -                  | -                    | -                    | -                    | -             | -             | -             | 26     | 0      |
| Усього за «Л'Аквілу»     | Усього за «Л'Аквілу»     | Усього за «Л'Аквілу»     | 49        | 0         |                    | -                  | -                  |                      | -                    | -                    |               | -             | -             | 49     | 0      |
| 1946–47                  | «Катандзаро»             | B                        | 32        | 0         | -                  | -                  | -                  | -                    | -                    | -                    | -             | -             | -             | 32     | 0      |
| 1947–48                  | «Фіорентина»             | A                        | 35        | 1         | -                  | -                  | -                  | -                    | -                    | -                    | -             | -             | -             | 35     | 1      |
| 1948–49                  | «Фіорентина»             | A                        | 29        | 3         | -                  | -                  | -                  | -                    | -                    | -                    | -             | -             | -             | 29     | 3      |
| 1949–50                  | «Фіорентина»             | A                        | 14        | 0         | -                  | -                  | -                  | -                    | -                    | -                    | -             | -             | -             | 14     | 0      |
| Усього за «Фіорентину»   | Усього за «Фіорентину»   | Усього за «Фіорентину»   | 78        | 4         |                    | -                  | -                  |                      | -                    | -                    |               | -             | -             | 78     | 4      |
| 1950–51                  | «Удінезе»                | A                        | 26        | 1         | -                  | -                  | -                  | -                    | -                    | -                    | -             | -             | -             | 26     | 1      |
| 1951–52                  | «Рома»                   | B                        | 33        | 0         | -                  | -                  | -                  | -                    | -                    | -                    | -             | -             | -             | 33     | 0      |
| 1952–53                  | «Дженоа»                 | B                        | 34        | 0         | -                  | -                  | -                  | -                    | -                    | -                    | -             | -             | -             | 34     | 0      |
| 1953–54                  | «Дженоа»                 | A                        | 2         | 0         | -                  | -                  | -                  | -                    | -                    | -                    | -             | -             | -             | 2      | 0      |
| Усього за «Дженоа»       | Усього за «Дженоа»       | Усього за «Дженоа»       | 36        | 0         |                    | -                  | -                  |                      | -                    | -                    |               | -             | -             | 36     | 0      |
| 1954–55                  | «Модена»                 | B                        | 9         | 0         | -                  | -                  | -                  | -                    | -                    | -                    |               | -             | -             | 9      | 0      |
| 1955–56                  | «Салернітана»            | B                        | 20        | 1         | -                  | -                  | -                  | -                    | -                    | -                    |               | -             | -             | 20     | 1      |
| 1956–57                  | «Пістоєзе»               | D                        | 24        | 0         | -                  | -                  | -                  | -                    | -                    | -                    | -             | -             | -             | 24     | 0      |
| 1957–58                  | «Санджованезе»           | D                        | 30        | 0         | -                  | -                  | -                  | -                    | -                    | -                    | -             | -             | -             | 30     | 0      |
| 1958–59                  | «Санджованезе»           | D                        | 29        | 3         | -                  | -                  | -                  | -                    | -                    | -                    | -             | -             | -             | 29     | 3      |
| 1959–60                  | «Санджованезе»           | D                        | 33        | 0         | -                  | -                  | -                  | -                    | -                    | -                    | -             | -             | -             | 33     | 0      |
| 1960–61                  | «Санджованезе»           | D                        | 7         | 0         | -                  | -                  | -                  | -                    | -                    | -                    | -             | -             | -             | 7      | 7      |
| Усього за «Санджованезе» | Усього за «Санджованезе» | Усього за «Санджованезе» | 99        | 3         |                    | -                  | -                  |                      | -                    | -                    |               | -             | -             | 99     | 3      |
| Усього за кар'єру        | Усього за кар'єру        | Усього за кар'єру        | 406       | 9         |                    | -                  | -                  |                      | -                    | -                    |               | -             | -             | 406    | 9      |